# Bet365 Stadium
El bet365 Stadium es un estadio de fútbol de Stoke-on-Trent, Inglaterra. Este es el campo del Stoke City. El club había jugado en Victoria Ground hasta 1997 y la mudanza fue obra del entonces presidente Jez Moxey. El gerente del club en este tiempo era Chic Bates. Al principio fue una propiedad compartida entre el Stoke City, el ayuntamiento de Stoke-on-Trent y la empresa Stoke-on-Trent Regeneration Ltd. Sin embargo, el Stoke City compró toda la propiedad del estadio en un acuerdo de 6 millones de GBP con fecha de diciembre de 2007.
El nuevo estadio acoge a 22700 espectadores, teniendo la asistencia más alta registrada en taquilla contra el Everton en la 3ª Ronda de la FA Cup de 2002. El 'away end' recibe un máximo de 4800 seguidores visitantes. Debido a que tiene un aforo menor de 30000, no puede optar a ser un estadio de 4 estrellas de la UEFA. Si tuviera mayor capacidad, reuniría todos los requisitos necesarios para ser un estadio de 4 estrellas de la UEFA. El voladizo del Estadio tiene cuatro secciones, pero solo hay un córner cerrado. El primer gol en el estadio fue obra de Graham Kavanagh para el Stoke en un partido de la Copa de la Liga contra Rochdale.
En primer partido de carácter oficial disputado en este estadio fue ante Rochdale FC en la Worthington Cup ante 15439 espectadores y su resultado fue de 1-1, y 4 días después, el primer partido de la Liga tuvo lugar contra Swindon Town ante una multitud de 23859 espectadores en el que los Potters terminarían perdiendo el partido por 1-2.
En abril de 2016, se anunció un acuerdo inicial de derechos para 6 años en el que el estadio pasaría a llamarse "Bet365 Stadium" ya que recientemente el club fue comprado por la empresa de apuestas en línea bet365 y que entró en vigor a llamarse así el 1 de junio de 2016.